# Шальнев, Валерий Дмитриевич
Валерий Дмитриевич Шальнев (26 июня 1949, Липецк) — советский футболист, защитник.
С 1968 года стал выступать за липецкий «Металлург». В 1974 году после конфликта с Виктором Беловым транзитом через смоленскую «Искру» перешёл в ЦСКА. За два года провёл в чемпионате 19 игр, забил один гол. 1977 год провёл в днепропетровском «Днепре», в следующем году вернулся в Липецк, где завершил карьеру в 1980 году. За девять сезонов в «Металлурге» сыграл 296 матчей.
Окончил Липецкий государственный педагогический институт (1981).
Работал селекционером в СДЮШОР «Металлург» Липецк.